# رطبان غربي
رطبان غربي (الاسم العلمي: Hygrocybe occidentalis) هو نوع من الفطريات يتبع جنس الرطبان من الفصيلة الهدبانية.